# The Heights
The Heights was een indiepopband uit Noordwijk.

## Biografie
The Heights ontstond in 2000 toen Naomi van der Ven, voorheen zangeres in Seesaw, besloot met haar toenmalige vriend Marc van der Holst een band op te richten. Van der Holst had zijn band The Ponies, voorheen The Post, uit elkaar zien vallen en bracht oud-leden van die band, Mark Rijnbeek en Dave van der Putten, in als bassist en percussionist. De band werd vernoemd naar een nummer van The Mountain Goats.
In 2005 verscheen het debuut van de band, Beachyhead, op Excelsior Recordings. De plaat werd geproduceerd door Jan Schenk, met wie Van der Holst ook speelde in Norma Jean en Hospital Bombers. Hierna toerde de band onder meer met Caesar, tijdens diens promotionele comebacktour rond Before my band explodes. Hierna richtte Van der Holst zich meer op Hospital Bombers en werd het stil rond The Heights.
Toen de relatie tussen Van der Ven en Van der Holst werd verbroken, begon de band in eerste instantie zonder Van der Holst te werken aan een tweede album. Van der Putten verschoof hierbij van percussie naar synthesizer. Kort hierna sloot Van der Holst zich weer aan bij de band en in 2009 begonnen ze met de opnames voor een tweede album. Nog voor het verschijnen van het album besloot Van der Holst opnieuw de band te verlaten. In februari 2010 verscheen het tweede album DreamMaps, wederom bij Excelsior Recordings en geproduceerd door Schenk. Op het album is een gastbijdrage te horen van Susanne Linssen van Hospital Bombers op viool. Tijdens de optredens ter promotie van het album nam Andries Hannaart plaats achter het drumstel. Het tweede album kende een mindere ontvangst dan het eerste album. Na de promotionele tour rond het album werd het stil rond de band.
Van der Holst, Rijnbeek en Van der Putten speelden hierna nog samen in de band Przewalski.

## Bandleden
- Naomi van der Ven - zang, gitaar
- Mark Rijnbeek - basgitaar, zang, gitaar, toetsen
- Marc van der Holst - drums
- Dave van der Putten - percussie, synthesizer

### Tijdelijke bandleden
- Andries Hannaart - drums (2010)

## Discografie

### Albums
| Album met eventuele hitnotering(en) in de Nederlandse Album Top 100 | Datum van verschijnen | Datum van binnenkomst | Hoogste positie | Aantal weken | Opmerkingen |
| ------------------------------------------------------------------- | --------------------- | --------------------- | --------------- | ------------ | ----------- |
| Beachyhead                                                          | 10-10-2005            |                       |                 |              |             |
| DreamMaps                                                           | 15-2-2010             |                       |                 |              |             |